# Betty Garrett
Betty Garrett (ur. 23 maja 1919 w St. Joseph, zm. 12 lutego 2011 w Los Angeles) – amerykańska aktorka telewizyjna (Chirurdzy, Boston Public, Jak pan może, panie doktorze?), teatralna i piosenkarka.
Jej mężem w latach 1944–1975 był aktor Larry Parks. Miała dwóch synów: kompozytora Garretta i aktora Andrew.
Zmarła z powodu komplikacji po operacji tętniaka aorty.